# Lucia Nimcová

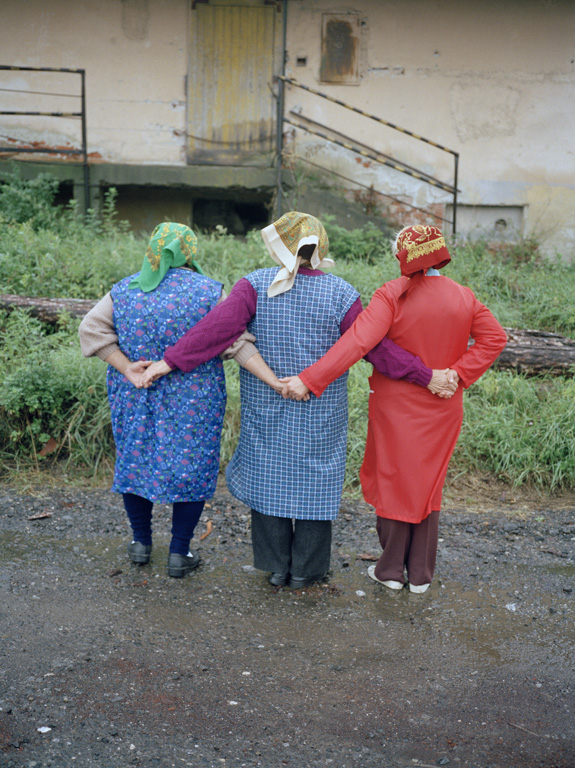
Lucia Nimcová: Milkmaids z cyklu Unofficial, 2007

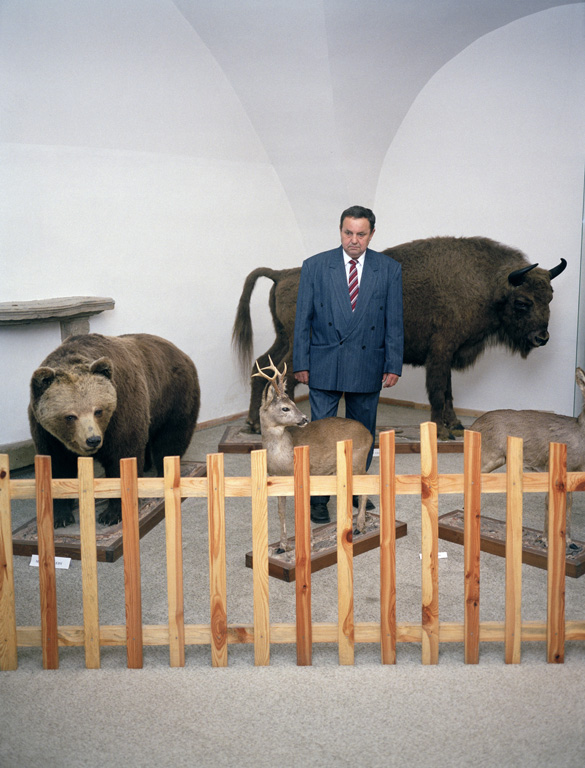
Lucia Nimcová: Delegate z cyklu Unofficial, 2007

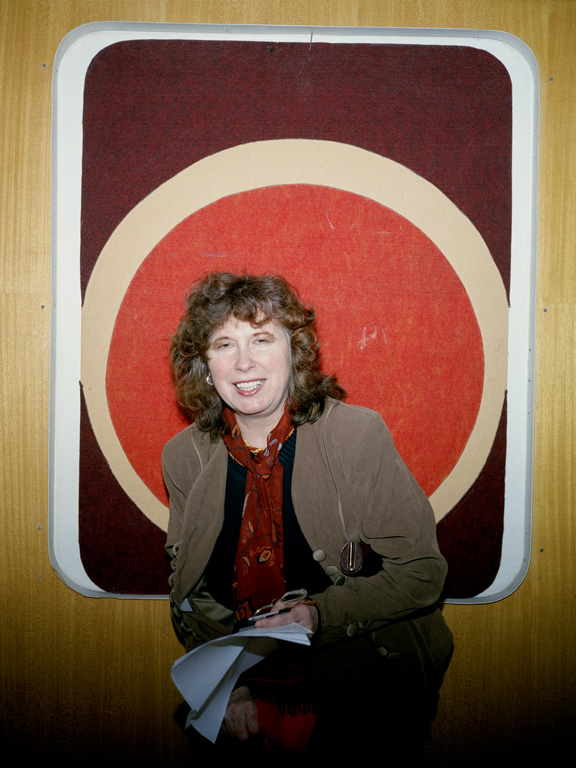
Lucia Nimcová: Curator z cyklu Unofficial, 2007

Lucia Nimcová (* 11. listopadu 1977 Humenné) je slovenská fotografka. Vystudovala Institut tvůrčí fotografie Filozoficko-přírodovědecké fakulty Slezské univerzity v Opavě a Rijksakademie van Beeldende Kunsten v
Amsterdamu. Žije a pracuje v Etiopii.

## Profesní kariéra
Inklinuje k dokumentárnímu stylu. Do fotografií dodatečně zasahuje – vpisováním a vkreslováním, kolorováním, modrým tónováním, záměrným užitím starých šedivých fotografických papírů, doplňováním o úryvky textů a básní. Někdy pořizuje fotografie z televize nebo vytváří konceptuální série.
V konceptuálně laděném souboru Ženy (2001–2003) zachytila ženy v jejich soukromí, v prostředí domova, kde (jak sama Nimcová říká) „právě žijí problémem, řeší ho a odhalují se do takové míry, jak jen samy chtějí“.
V souboru Slovensko 003, který vypracovala v roce 2003 na základě grantu Institutu pro veřejné otázky, se zaměřila především na současnou městskou ženu, v bohaté škále světů a různých životních stylů. Ženy fotografuje například u pračky, plotny, kolébky, laptopu, na kalanetice, kurzu angličtiny, při nakupování, s ženským časopisem nebo u televizního seriálu.

## Výstavy a ocenění
Zúčastnila se celé řady výstav a získala řadu ocenění. Vystavovala například v Stedelijk Museum /
Amsterdam, Holandsko; Mucsarnok-Kunsthalle / Budapešť, Maďarsko; Aarhus Kunstbygning / Aarhus, Dánsko; Tresor Kunstforum / Vídeň, Rakousko; Palazzo delle Esposizioni / Řím, Itálie; Prague Biennale.
V roce 2008 získala ocenění Leica Oskar Barnack Award za cyklus Unofficial, ve kterém popisovala život na Slovensku po pádu komunismu. Vítězné snímky byly vystaveny v červenci na fotografickém festivalu ve francouzském Arles. Za stejný cyklus získala v Německu ocenění ECB Photography Award.
Na Slovensku získala Cenu Oskára Čepana.

## Soubory

### 1999
- O sobě
- Amerika
- Z nemocnice

### 2000
- O místech a lidech

### 2001
- Trochu z punku
- Ženy

### 2003
- SK003

### 2005
- Instant Women

### 2007
- Unofficial

### 2009
- Leftovers

### 2014–15
- KHRONIKY / XРОНІКИ